# 상주 상무 피닉스 FC R
상주 상무 피닉스 FC R(Sangju Sangmu Phoenix Football Club Reserves)은 대한민국 경상북도 상주시에 있었던 축구 선수단이다. 상주시청이 운영했던 남자 U-23 축구단이며, 2011년에 창단되었고 2012년에 해단되었다.

## 참고 문헌
- “스포츠지원포털 등록 현황”. 대한체육회.
- “KFA 통합경기정보 시스템”. 대한축구협회.
- “K리그 데이터 포털”. 한국프로축구연맹.

## 같이 보기
- 상주 상무 FC